# Robert Shapiro (Rechtsanwalt)
Robert Leslie Shapiro (* 2. September 1942 in Plainfield, New Jersey) ist ein US-amerikanischer Rechtsanwalt, der durch den Strafprozess gegen O. J. Simpson internationale Bekanntheit erlangte.
Er machte 1965 einen Abschluss als Bachelor of Science in Finance an der Universität von Kalifornien in Los Angeles. Danach absolvierte er bis 1969 ein Studium der Rechtswissenschaften an der Loyola Law School. Während dieser Zeit war er kurzzeitig verheiratet. Diese Ehe wurde annulliert. Von 1969 bis 1972 war er als stellvertretender Bezirksstaatsanwalt tätig. 1972 eröffnete er eine eigene Anwaltskanzlei.
Seit 1970 ist er in zweiter Ehe mit einem früheren Model verheiratet. Von seinen beiden Söhnen ist der ältere bereits 2005 verstorben. In den Jahren 1993 und 1994 wurde er vom National Law Journal in der Top 100 der besten Anwälte der USA aufgeführt.
Er wurde von Bruce Weitz in dem Fernsehfilm The O.J. Simpson Story (1995), von  Ron Silver in der Mini-Serie American Tragedy (2000) und von John Travolta in der ersten Staffel The People v. O. J. Simpson der Anthologieserie American Crime Story verkörpert.
Shapiro gilt als Amerikas profiliertester Prominentenanwalt. Er vertrat bereits das Unternehmen Mobil Oil, den Musiker Rod Stewart, den Talkmaster Johnny Carson, den Baseballspieler Darryl Strawberry, den Baseballspieler Vince Coleman und Christian Brando, den ältesten Sohn Marlon Brandos, als Verteidiger vor Gericht.

## Veröffentlichungen
- Robert L. Shapiro: The search for justice: a defense attorney’s brief on the O.J. Simpson case. Warner Books, New York 1996, ISBN 0-446-52081-0.